# GHS
GHS (ГХС) — американский — производитель струн для гитар и бас-гитар.
Компания GHS была основана в 1964 году в США в городе Батл-Крик (англ. Battle Creek), штат Мичиган. Юрист Роберт МакФи приобрел компанию в 1975 году и стал её генеральным директором. С 2000 года компания владеет торговой маркой Rocktron, после приобретения одноимённой компании.

## Именные серии струн
GHS сотрудничает со многими известными музыкантами, которые принимают участие в процессе разработки именных серий струн. Компания выпускает несколько именных серий, среди них серии: Carlos Santana, Eric Johnson, Zakk Wylde, Flea, Dave Mustaine, Stu Hamm, Tom Morello, Richie Sambora и многие другие.

## Музыканты
Струны GHS используют многие известные музыканты, среди них:

| - Джек Уайт из группы The White Stripes - Карлос Сантана - Том Морелло, игравший в Audioslave и Rage Against the Machine - Эдди Веддер из группыPearl Jam - Дасти Хилл из группы ZZ Top - Стиви Рэй Вон - Дэйв Мастейн из группы Megadeth - Дэвид Гилмор из группы Pink Floyd | - Фли из группы Red Hot Chili Peppers - Дэн Дониган из группы Disturbed - Куортон из группы Bathory - Стив Хау из группы Yes - Мартин Барр из группы Jethro Tull - Стюарт Хэмм из группы Joe Satriani - Джон Мелленкамп - Закк Уайлд - Chris Rubey из группы The Devil Wears Prada - Джин Симмонс из группы Kiss |